# Laboratorio de investigación histórica Rhône-Alpes
El Laboratorio de investigación histórica Rhône-Alpes (en francés: Laboratoire de recherche historique Rhône-Alpes, LARHRA), creado en 2003, es una unidad mixta de investigación, común a la Universidad Lumière-Lyon II, a la Universidad Jean Moulin-Lyon III, a la universidad Grenoble Alpes, a la Escuela Normal Superior de Lyon y al CNRS (Instituto de las ciencias humanas y sociales, UMR 5190). Ha sido dirigido sucesivamente por Jean-Luc Pinol, de 2003 a 2010, después Bernard Hours desde 2011.
El laboratorio está especializado en historia moderna y contemporánea. Está organizado en seis equipos :  « arte, imaginario, sociedad »,  « género y sociedad »,  « historia de la educación » (antiguo Servicio de historia de la educación),  « religiones, sociedades, acculturation »,  « sociedades, economía, territorios » y «  poderes, ciudades y sociedades ». Un séptimo equipo transversal, el  « polo historia digital » pone a punto los instrumentos de investigación necesaria, informáticas, técnicas y conceptuales en el marco del desarrollo de las humanidades digitales.
A causa de sus múltiples socios universitarios y de su historia, sus centros de dirección están ubicados en tres ciudades diferentes y sobre varios websites :
- Lyon, en el Instituto de las ciencias del hombre (sede), en la universidad Jean Moulin (campus de los andenes) y en la Escuela normal superior de Lyon ;
- Grenoble, en la Casa de las Ciencias del Hombre-Alpes ;
- París, en la Escuela normal superior.

El laboratorio publica cuadernos de investigación titulada « Les carnets du LARHRA ». Desde 1994 el LARHRA publica una revista, Chrétiens et Sociétés. Edita igualmente desde 2003 de las labores reunidas en la colección « Chrétiens et Sociétés. Documents et Mémoires ».